# Le Fresne-Camilly
Le Fresne-Camilly – miejscowość i gmina we Francji, w regionie Normandia, w departamencie Calvados.
Według danych na rok 1990 gminę zamieszkiwało 696 osób, a gęstość zaludnienia wynosiła 99 osób/km² (wśród 1815 gmin Dolnej Normandii Le Fresne-Camilly plasuje się na 325. miejscu pod względem liczby ludności, natomiast pod względem powierzchni na miejscu 714.).